# Marie-Elisabeth-Lüders-Haus

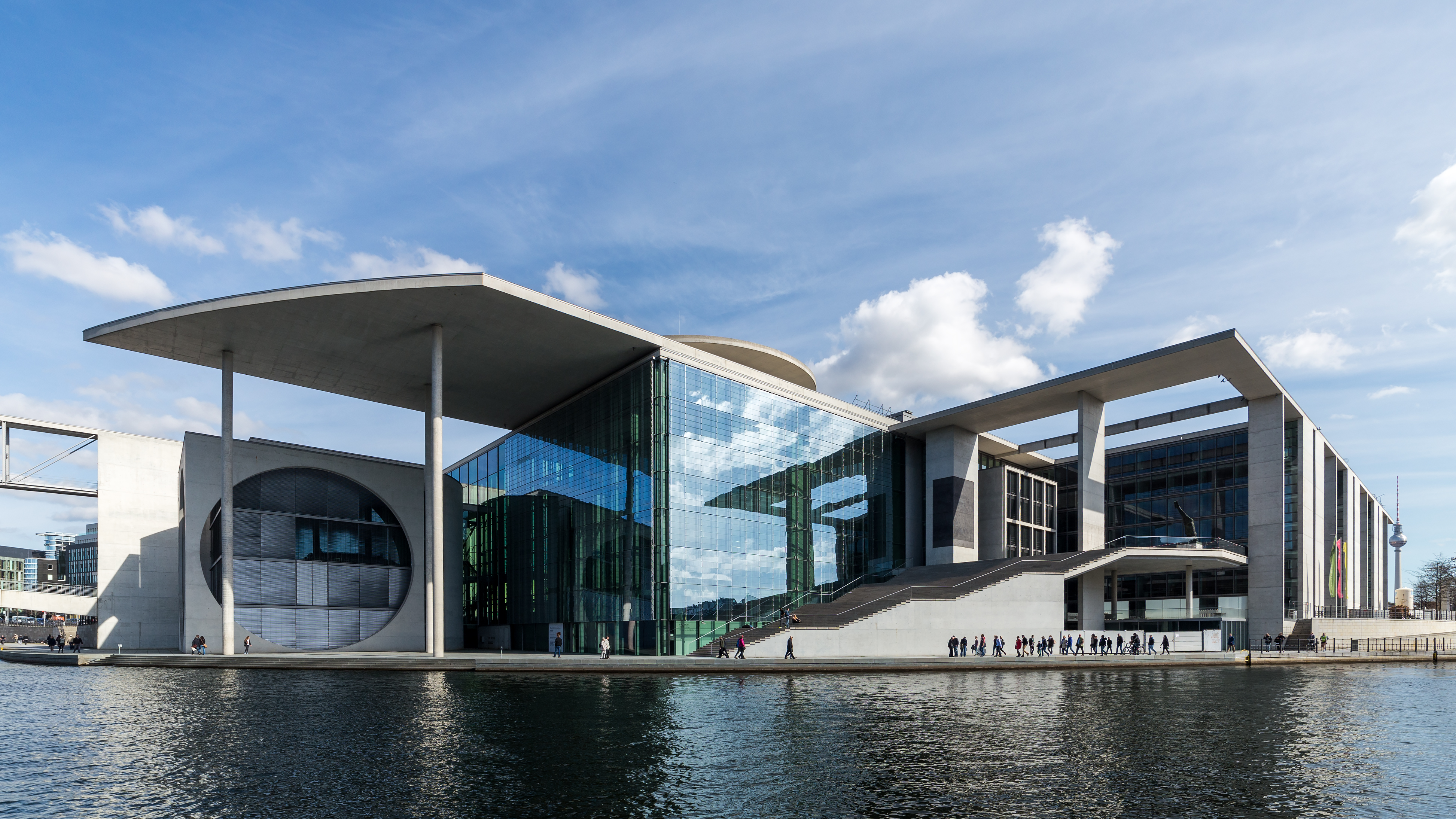
Całość od strony Sprewy

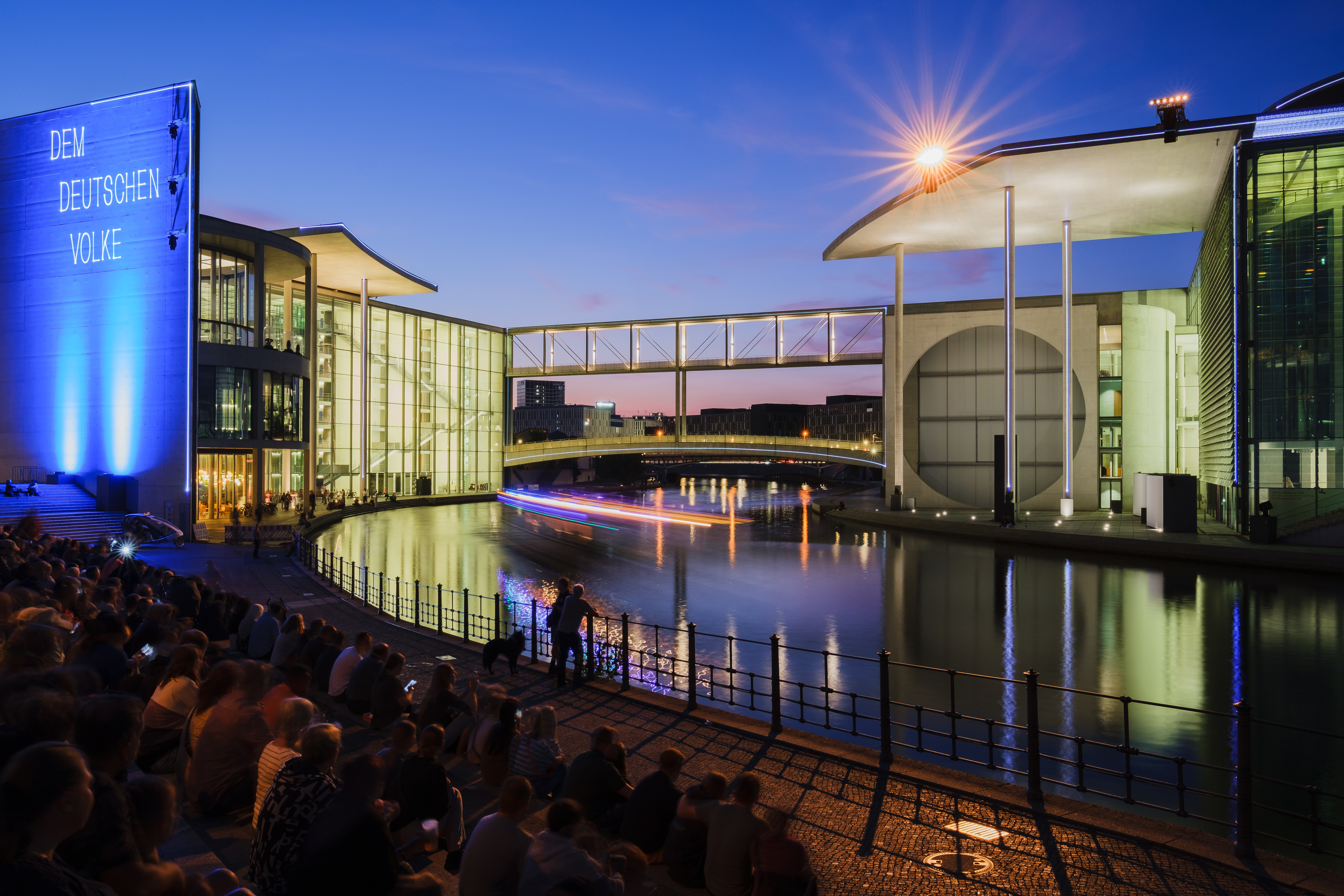
Kładka nad Sprewą (po lewej Paul-Löbe-Haus)

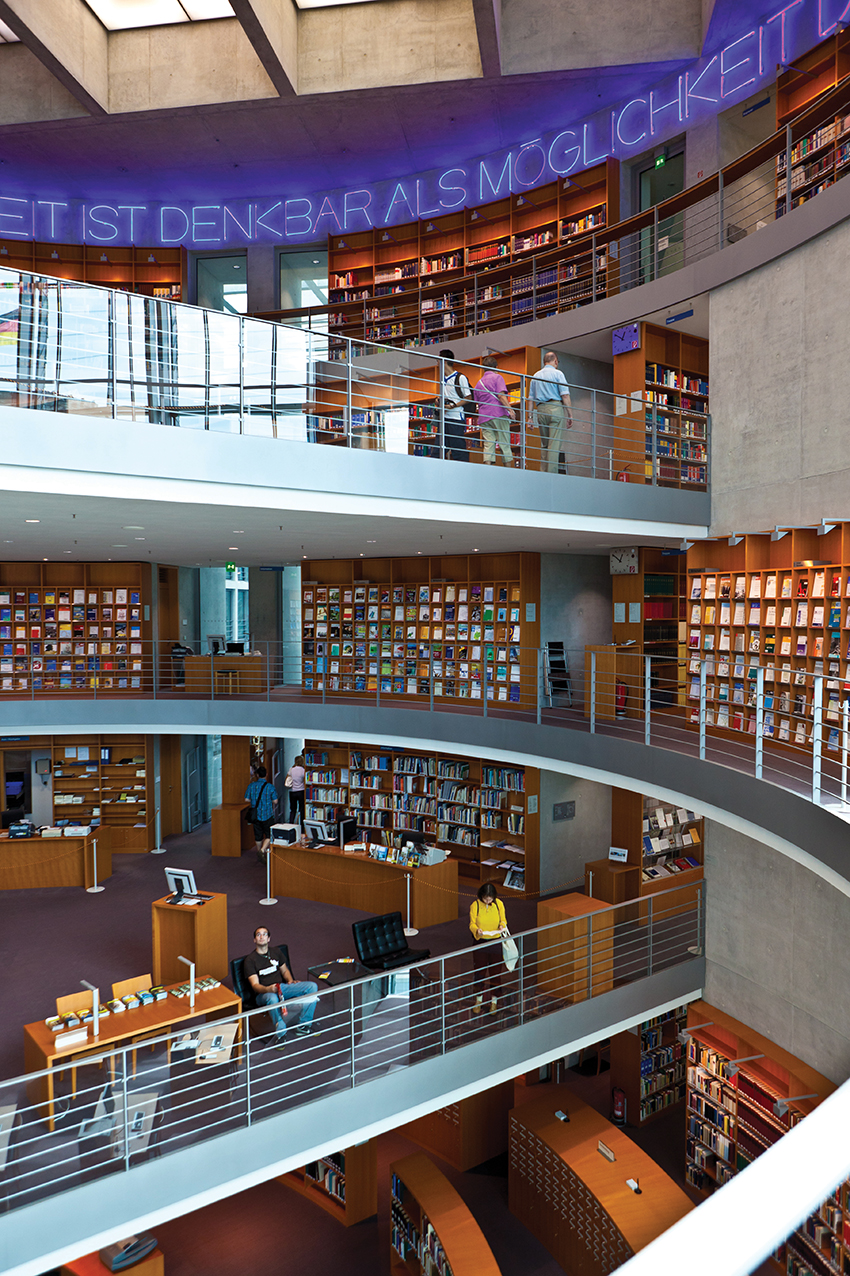
Rotunda biblioteki i instalacja Niebieski pierścień autorstwa Maurizio Nannucciego

Marie-Elisabeth-Lüders-Haus – niemiecki budynek rządowy (federalny) zlokalizowany w centrum Berlina, bezpośrednio nad Sprewą, pomiędzy Adele-Schreiber-Krieger-Strasse, Luisenstrasse i Schiffbauerdamm. Jego patronem jest Marie-Elisabeth Lüders (1878-1966), niemiecka polityczka liberalna, posłanka do Reichstagu, pierwsza w tym kraju kobieta z tytułem doktora nauk politycznych.

## Położenie
Obiekt należy do grupy zabudowań nazywanych „Wstęgą Federacji” (niem. Band des Bundes), na którą składają się jeszcze Paul-Löbe-Haus i Urząd Kanclerza Federalnego. Po drugiej stronie Sprewy znajduje się również gmach Reichstagu. Budynki te, umieszczone na osi wschód-zachód, w łuku rzeki, tworzą zespół łączący tereny znajdujące się w czasach komunistycznych po dwóch stronach muru berlińskiego (w Berlinie Zachodnim i NRD). Historycznie jest to z jednej strony Moabit, a z drugiej dzielnica Fryderyka Wilhelma. Symbolicznie zespół architektoniczny łączy więc, m.in. za pomocą kładki Marie-Elisabeth-Lüders-Steg („skok przez Sprewę”), dwie, rozdzielone uprzednio części zjednoczonych Niemiec.

## Historia
Konkurs architektoniczny na budynki Marie-Elisabeth-Lüders-Haus oraz Paul-Löbe-Haus rozstrzygnięto w 1993. Wybór projektu monachijskiego architekta, Stephana Braunfelsa uzasadniono siłą wyrazu, śmiałym oddaniem autoportretu państwa i ambitną wizją, na której mogły wzorować się kolejne realizacje w okolicy. Obiekt oddano do użytku w 2003 i rozbudowano po 2010.

## Architektura
Obiekt mieści bibliotekę parlamentarną, archiwum Bundestagu i dział dokumentacji prasowej, pełniąc tym samym rolę centrum usług i informacji dla parlamentarzystów (działy te po raz pierwszy w historii kraju znalazły się tutaj pod jednym dachem; w Bonn sama biblioteka zajmowała osiem różnych siedzib). Oprócz tego w gmachu pomieszczono dużą salę do wysłuchań publicznych zlokalizowaną za betonową ścianą z dużych rozmiarów okrągłym otworem na całą wysokość elewacji. Łącznie mieści się tutaj około dziewięćset pomieszczeń. Bryłę uzupełnia wieża o wysokości 36 metrów. Hall może pomieścić 1200 osób i jest przystosowany do organizowania wydarzeń publicznych.
Autor projektu świadomie zrezygnował z konkurowania detalem z fasadą Reichstagu. Pozbawiony w zasadzie ornamentu budynek (23 metry wysokości) ma strukturę grzebieniową i otwarte dziedzińce pomiędzy skrzydłami (podobnie, jak w Paul-Löbe-Haus). Połacie betonu kontrastują z przeszklonymi ścianami dziedzińców i elewacji. Charakterystyczne okapy wieńczą strukturę, nadając jej indywidualny charakter.
Wnętrze gmachu oświetlane jest naturalnie, poprzez kasetonowe sklepienie. Hall główny zlokalizowano dokładnie pośrodku budynku, na osi wschód-zachód. Obiega go galeria.

### Biblioteka
Serce budynku stanowi biblioteka w ogromnej rotundzie. Jest to jedna z największych bibliotek parlamentarnych świata (1,4 miliona tomów, ponad 7.500 periodyków, zbiory specjalne i publikacje urzędowe). Otaczają ją cztery wieże w których umieszczono serwis naukowy, w tym archiwa i katalogi. Wieże są niższe od rotundy, pozwalając światłu dziennemu wnikać do wnętrza. Rotunda ma pięć kondygnacji, gdzie funkcjonują m.in. informatorium i czytelnia. Książki przesyłane są do czytelnika za pomocą systemu transportowego. Bieżący księgozbiór w rotundzie liczy około 22.000 tomów. Tradycyjne katalogi z fiszkami porządkują księgozbiór do 1986. Magazyny umieszczono w podziemiach.
W rotundzie ustawiono fragment muru berlińskiego.

### Dział dokumentacji prasowej
Centrum prasowe zajmuje się głównie pracą na rzecz parlamentarzystów, gremiów parlamentarnych i pracowników administracyjnych Bundestagu polegającą na dokumentacji prasowej i kwerendach medialnych. Składa się ze starego archiwum tradycyjnego i elektronicznego archiwum prasowego otwartego w 1999. Archiwum tradycyjne zgromadziło około 23 milionów wycinków prasowych obejmujących lata 1949–1999. Zbiór gazet liczy prawie pięć tysięcy tomów. Dział dysponuje również jednym z najbogatszych w Niemczech zbiorów karykatur.

### Archiwum Bundestagu
Archiwum gromadzi wszelką dokumentację parlamentarną, dysponując rejestrem rzeczowym i rejestrem osób. Dostępne są tu wszystkie uchwalone oraz nieuchwalone ustawy i rozporządzenia, ekspertyzy, opinie, decyzje Federalnego Trybunału Konstytucyjnego, komplet pism Bundestagu (w tym komisji i gremiów), zdjęcia, nagrania, stenogramy, a także materiały z kampanii wyborczych. Całość materiału jest zdigitalizowana i dostępna dla każdego online.

### Sala wysłuchań publicznych
Sala o powierzchni 290 m² zbudowana została na planie kwadratu. Dzieli się na dwie trójkondygnacyjne części. Przez okna widać stąd gmach Reichstagu. Obradują tu głównie komisje śledcze. Pod salą znajduje się charakterystyczne zejście, tzw. „schody Bramantego”.

## Sztuka
Gmach mieści kolekcję różnego rodzaju obiektów artystycznych. Są to m.in.:
- Niebieski pierścień (autorstwa włoskiego artysty Maurizio Nannucciego(inne języki)): neonowa wstęga długości osiemdziesięciu metrów okrążająca rotundę pod jej sklepieniem, co zainspirowane zostało tekstem Hanny Arendt o napięciu pomiędzy prawami podstawowymi (wolnością i równością),
- instalacja francuskiego artysty, François Morelleta z czarnych oraz białych taśm neonowych zawieszanych na krzyż (koresponduje to z jego dziełem z Paul-Löbe-Haus),
- wielkoformatowe czarne prostokąty monachijskiej artystki, Julii Mangold(inne języki) rozmieszczone w kilku miejscach,
- rzeźba „Miracolo – L’idea di un’immagine” wyobrażająca jeźdźca na koniu, tuż nad brzegiem Sprewy, na schodach zewnętrznych, symbolizująca bunt względem postępującego odarcia z człowieczeństwa i niezłomność ludzką,
- fragment muru berlińskiego (in situ), na którym niemiecki artysta Ben Wagin(inne języki) umieścił datę i przynależną jej liczbę znanych ofiar podziału Niemiec,
- obrazy i rzeźby takich artystów, jak: Sophie Calle, Eberhard Göschel(inne języki), Nikolaus Lang, Paco Knöller(inne języki), Bertram Kober, Rémy Markowitsch(inne języki), Wieland Förster(inne języki), Michael Morgner(inne języki), Susan Turcot(inne języki), Cornelia Schleime(inne języki), czy Hans Vent(inne języki)[1].